# Verein Oberhessen
Der Verein Oberhessen e. V. ist eine interkommunale Körperschaft, deren Gründungsidee auf der Regionalentwicklung der Region Oberhessen beruht. Elf Kommunen des Altkreises Büdingen sowie Körperschaften, Unternehmen und Privatpersonen sind Mitglied des Vereins. Die gemeinsame Zielsetzung der Mitglieder ist es, die Region Oberhessen zu entwickeln und zu stärken.

## Ziele
Aufgabe des Vereins ist die Förderung der Zusammenarbeit der Mitglieder im oberhessischen Raum und die Weiterentwicklung der Region auf dem Gebiet der wirtschaftlichen Entwicklung, der Kunst und Kultur, der Erhaltung der natürlichen Lebensgrundlagen und die Förderung der regionalen Identität. Der Verein unterstützt die Kommunen in Bereichen wie der Akquise von EU-Fördermitteln, der E-Mobilität und der Stärkung der lokalen Infrastruktur. Ergänzend dazu möchte der Verein natürliche, kulturelle und historische Angebote innerhalb der Region ausbauen. Die Ziele des Vereins betreffen vorrangig Bereiche der Regionalentwicklung und des Regionalmanagements im interkommunalen Kontext.

### Aktivitäten
Für die Verwirklichung der Ziele bietet der Verein Informationsveranstaltungen und thematische Unterstützung an. Ein reger Austausch zwischen den politischen Gremien der Mitgliedskommunen und weiteren Akteuren in den Landkreisen Wetteraukreis und Vogelsbergkreis wie z. B. der Wirtschaftsförderung Wetterau GmbH wird angestrebt.
Folgende spezifizierte Positionen vertritt der Verein dabei in den Themenfeldern:

#### Wirtschaft, Infrastruktur, Mobilität
- Ausbau und Vermarktung der spezifischen Kompetenzfelder im Bereich Handwerk und KMU
- Regionale Abstimmung und Weiterentwicklung von Qualifikations- und Weiterbildungsangeboten
- Vernetzung bestehender Initiativen und Ausbau des Angebots
- Erreichbarkeit und Mobilität verbessern

#### Tourismus und Naherholung
- Destinationsorientiertes und integriertes Außen- und Innenmarketing
- Optimierung und Vernetzung der Infrastruktur
- Anpassung der Angebote an den Qualitätstourismus

#### Wohn- und Lebensqualität, Dorfentwicklung, Kultur
- Erhalt und Weiterentwicklung eines attraktiven Wohnens in den Städten und Gemeinden
- Die Region als familien- und seniorenfreundliche Region fördern, Sicherung der Versorgungsinfrastruktur
- Ortsnahe Nutzung regenerativer Energien

#### Land- und Forstwirtschaft, Naturschutz, erneuerbare Energien
- Erhalt und Entwicklung der attraktiven und ökologisch wertvollen Kulturlandschaft mit dem Wechsel von Wald und Offenland
- Erschließung neuer Einkommensquellen
- Die Region als Beispielregion für Erneuerbare Energien und Energieeffizienz ausbauen
- Weitere Vernetzung bestehender Initiativen und Ausbau des Angebots

### LEADER – Region Oberhessen
Die Abkürzung LEADER steht für Liaison entre actions de développement de l´économie rurale. LEADER ist ein Programm der Europäischen Union zur Förderung des ländlichen Raums. Ziel der Förderung durch die EU ist es, die ländlichen Regionen Europas auf dem Weg zu einer eigenständigen Entwicklung zu unterstützen.
Der Verein Oberhessen hat im Jahr 2007 ein integriertes regionales Entwicklungskonzept angestoßen und wurde durch das Land Hessen als eine von 20 LEADER-Regionen ausgewählt. Ziel war es, Oberhessen als attraktiven Lebens-, Arbeits-, Erholungs- und Naturraum zu stärken. Die Arbeit des Regionalmanagements und seiner Gremien sollte dazu beitragen, die regionale Wertschöpfung in der Region zu verbessern, Arbeitsplätze zu schaffen und zu erhalten und so die Wirtschaftskraft nachhaltig zu stärken.
Im Dialog mit Bürgern, Vereinen, Betrieben, kommunalen Vertretern und Fachexperten initiierte der Verein in Abstimmung mit den Fachstellen des Landkreises den gesamten Entwicklungsprozess der Region.

## Organisation
Die Organe des Vereins sind der Vorstand und die Mitgliederversammlung. Auf Beschluss der Mitgliederversammlung können weitere organisatorische Einrichtungen, insbesondere ein Beirat, eine Geschäftsstelle für ein Regionalmanagement, Arbeitskreise/Projektgruppen und Ausschüsse mit besonderen Aufgaben geschaffen werden. Der Verein beschließt zur genaueren Bestimmung der Arbeit und der Aufgaben von Beirat, Geschäftsstelle und Arbeitskreisen/Projektgruppen eine Geschäftsordnung als Anlage zur Satzung.

### Mitgliedschaft im Verein
Der Verein steht allen natürlichen und juristischen Personen offen, die sich mit der Zielsetzung des Vereins identifizieren können. Dennoch liegt der Schwerpunkt der Mitglieder auf kommunalen und politischen Akteuren. Neben den Kommunen Büdingen, Echzell, Gedern, Glauburg, Hirzenhain, Kefenrod, Limeshain, Nidda, Ortenberg, Ranstadt und Schotten sind unter anderen noch folgenden Verbände und Institutionen Mitglied im Verein:
- IHK Gießen-Friedberg
- Volksbank Mittelhessen eG
- Sparkasse Oberhessen

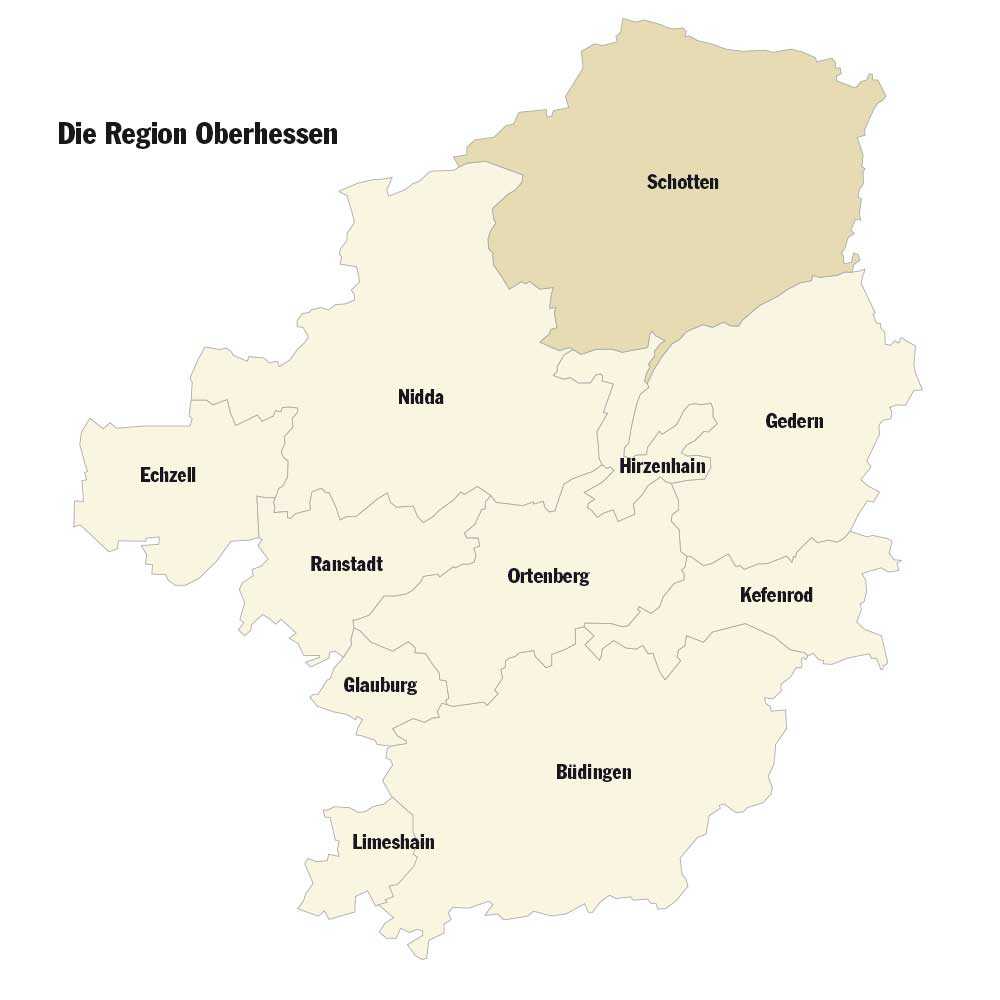
Mitgliedskommunen des Verein Oberhessen e.V.

- HERA Papierverarbeitung Puttrich GmbH & Co. KG
- LINAK GmbH, Nidda
- Staatsbad Bad Salzhausen, Nidda
- Licher Privatbrauerei Ihring-Melchior
- Gewerbeverein Nidda e.V.
- Gewerbeverein Vulkanstadt Schotten e.V.
- Gewerbegemeinschaft Gedern und Umgebung e.V.
- Regionalverband FrankfurtRheinMain

### Liste der Vorsitzenden
1. Manfred Hix, erster Stadtrat in Büdingen a. D. (1998–2010)[7]
2. Ulrike Pfeiffer-Pantring, Bürgermeisterin Ortenberg (2010–2014)[7]
3. Carsten Krätschmer, Bürgermeister Glauburg a. D. (2014–2017)[7]
4. Henrike Strauch, Bürgermeisterin Glauburg, seit 2017[7]

## Geschichte
Ziel des am 24. August 1998 gegründeten Vereins war es, diese regionale Identität zu stärken und mehr Gemeinsinn zwischen den Kommunen zu fördern. „Langfristig können die Aufgaben unserer Region nur befriedigend gelöst werden, wenn die Städte und Gemeinden bestimmte Aufgaben gemeinsam angehen und insbesondere bei regionalen und überregionalen Fragen gemeinsam abgestimmte Interessen vertreten.“ So formulierte es der Förderkreis Oberhessen, die Vorläuferorganisation des heutigen Vereins in seinem Strategiepapier aus dem Jahr 1992.
Seit den neunziger Jahren versucht eine Gruppe von Politikern, Wirtschaftsleuten und Privatpersonen, Oberhessen wieder in das Bewusstsein der Menschen zu rücken und mit Leben zu füllen. Die Kommunen Nidda, Schotten, Echzell, Gedern, Hirzenhain, Ortenberg, Büdingen, Limeshain, Ranstadt, Kefenrod und Glauburg bilden den neuen Kern der Region Oberhessen. Als Verein wollen sie gemeinsam kulturelles Leben und wirtschaftliche Kraft fördern. Historisch gesehen bildet diese „aktuelle“ Region den Kern der historischen Provinz Oberhessen.
Die erste Eintragung des Vereins beim Amtsgericht Friedberg fand 1998 durch den damaligen ersten Vorsitzenden und zu diesem Zeitpunkt Stadtrat in Büdingen Manfred Hix sowie seines Vertreters und Träger des Bundesverdienst Kreuzes am Bande Rudolf Hartmann statt.

### Neuere Entwicklungen
Ein Meilenstein für den Verein war die Anerkennung des Vereinsgebietes als LEADER-Region der Europäischen Union und die Einrichtung eines Regionalmanagements (2007–2014) sowie die Verlängerung der Förderung und des Status für die nächsten Jahre. Zahlreiche Projekte der Kommunalentwicklung konnten bereits in der Region Oberhessen mit LEADER-Fördermitteln erfolgreich umgesetzt werden. Als großer Erfolg kann der Zuschlag zur Ausrichtung der 8. Landesgartenschau in Hessen 2027 gelten. Anders als gewöhnlich bewarb nicht eine einzelne Kommune um die Ausrichtung, sondern eine gesamte Region. So kann erstmals in Hessen eine interkommunale Landesgartenschau realisiert werden.